# Mecaphesa damnosa
Mecaphesa damnosa là một loài nhện trong họ Thomisidae.
Loài này thuộc chi Mecaphesa. Mecaphesa damnosa được Eugen von Keyserling miêu tả năm 1880.